# Pierres Levées de Puyraveau
Les Pierres levées de Puyraveau sont un ensemble de trois dolmens situés sur la commune de Saint-Léger-de-Montbrun, dans le département des Deux-Sèvres.

## Historique
Le site a fait l'objet d'une fouille clandestine au début des années 60 par des lycéens et diverses personnes.
Étienne Patte, qui était directeur de la Circonscription des antiquités préhistoriques de Poitou-Charentes, parvint à retrouver une partie du contenu archéologique en 1965, notamment pour le dolmen n°2.
Le dolmen n°1 est classé au titre des monuments historiques en 1971.

## Description
Les trois dolmens ont été érigés dans une plaine à 70 m d'altitude. Ils sont numérotés I, II et III du sud vers le nord.

### Dolmen n°1
Le dolmen n°1 se compose d'une grande table de couverture trapézoïdale de 4 m de long et épaisse de 0,45 m inclinée sur l'arrière et recouvrant une chambre en partie enterrée délimitée par trois orthostates, dont deux parallèles, le troisième en façade étant incliné vers l'intérieur de la chambre

### Dolmen n°2
Parmi les dolmens du Thouarsais, le dolmen n°2 de Puyraveau tient une place particulière de par le nombre d'objets qui y ont été recueillis et leur très bon état de conservation ; ce dolmen est considéré comme l'un des plus riches connus en Europe de l'Ouest :
Dans les années 1970, Georges Germond en a fait un inventaire, qu'il a complété en retrouvant de nombreuses pièces dispersées dans des collections privées, ainsi 86 poignards et lames, 247 pointes de flèches, 14 haches polies en silex, des outils en os et en bois de cerf, des parures (pendeloques, perles...), une cinquantaine de poteries et des ossements humains ont pu être inventoriés.